# Tone (1937)
Tone (jap. 利根 重巡洋艦) – japoński krążownik ciężki typu Tone z okresu II wojny światowej, który wszedł do służby w 1938 roku. Okręt nazwano imieniem rzeki płynącej na wyspie Honsiu. Przez większą część wojny działał wspólnie z bliźniaczym krążownikiem „Chikuma” w misjach związanych z zabezpieczeniem działania lotniskowców, głównie za pomocą pokładowych samolotów rozpoznawczych.

## Historia
Budowa „Tone” rozpoczęła się 1 grudnia 1934 roku w stoczni Mitsubishi w Nagasaki. Wodowanie okrętu miało miejsce 21 listopada  1937 roku, wejście do służby 20 listopada 1938 roku.
Pierwszą misją okrętu po wybuchu walk na Pacyfiku było wsparcie dla japońskich sił atakujących Pearl Harbor 7 grudnia 1941 roku. Jego samoloty rozpoznawcze monitorowały m.in. pogodę tuż przed atakiem. 6 kwietnia 1942 roku wziął udział w japońskim rajdzie na Oceanie Indyjskim, podczas którego zatopiono cztery brytyjskie okręty. 
4 czerwca 1942 roku podczas bitwy pod Midway samoloty rozpoznawcze z „Tone” jako pierwsze wykryły amerykańskie lotniskowce, opóźnienie w przekazaniu meldunku nie pozwoliło jednak wykorzystać tej informacji w bitwie.
W sierpniu 1942 roku został przydzielony do sił operujących w rejonie wyspy Guadalcanal. W październiku 1944 roku „Tone” wziął udział w bitwie o Leyte, podczas której został trafiony przez bomby zrzucone przez amerykańskie samoloty pokładowe.
24 lipca 1945 roku, podczas nalotu na Kure, został zatopiony przez amerykańskie samoloty.